# Impellitteri
Gli Impellitteri sono un gruppo musicale heavy metal statunitense, formato nel 1987 dal chitarrista Chris Impellitteri.

## Storia del gruppo
Chris Impellitteri, rimasto orfano all'età di 9 anni per via del suicidio di entrambi i genitori, cresce con la nonna che, per aiutarlo a risollevarsi dal duro colpo subito, gli regala una chitarra elettrica, che gli permise di poter sfogare la sua frustrazione.
Dopo l'EP omonimo del 1987, Chris Impellitteri convince Graham Bonnet a sostituire Rob Rock e, con lui ed una formazione rimaneggiata (comprendente Pat Torpey, Chuck Wright e Phil Wolfe), incide il suo primo full-length album, ovvero Stand in Line.
Stand in Line rappresenta una breve parentesi nella carriera di Impellitteri che subito dopo si riunisce al cantante Rob Rock, reduce dalla sua esperienza come cantante dei M.A.R.S., formando un sodalizio che durerà per parecchi anni e 5 album.
I due sono legati da una profonda amicizia e dalla comune fede cristiana, che sovente traspare dai testi della band, eppure decidono di separarsi quando Rob Rock sceglie di dedicarsi alla carriera da solista e Chris Impellitteri di sperimentare nuovi sound.
Nel successivo album, System X, Chris chiede a Graham Bonnet di tornare a cantare per lui e questi accetta.
Chiusa anche questa parentesi Chris comincia a cercare un nuovo cantante da tenere in pianta stabile e la sua ricerca ha termine con il reclutamento del giovane Curtis Skelton, ex-Speak No Evil. Con lui Impellitteri prova a dare una svolta al proprio stile e ne esce il controverso album Pedal to the Metal in cui si miscelano il classico shred, marchio di fabbrica di Impellitteri, con una certa dose di nu-metal.
Nonostante sulle canzoni di Pedal to the Metal se la cavi discretamente bene, Curtis Skelton, non può proprio competere col range vocale di Rob Rock quando nei live vengono riproposti i classici della band. Per questo, e forse anche per il malcontento dei fan per il nuovo stile musicale, Impellitteri decide di fare marcia indietro e, nel 2008, si appresta a registrare un nuovo album tornando a suonare con alcuni dei musicisti che lo avevano accompagnato nel suo primo periodo, tra cui lo stesso Rob Rock. Ne esce, nei primi mesi del 2009, un album che riscuote un discreto successo: Wicked Maiden.

## Credo del Gruppo
È prassi abbastanza diffusa etichettare Impellitteri come christian metal ma la band non ha mai dichiarato la propria appartenenza a questo filone anzi, in un'intervista del 1999 Rob Rock ha espressamente dichiarato che, sebbene lui, Chris Impellitteri e Ken Mary siano cristiani, la band non è da intendersi come strettamente confessionale.

## Formazione

### Formazione attuale
- Rob Rock - voce (1987, 1992 - 2000, 2007 - presente)
- Chris Impellitteri - chitarra (1987 - presente)
- James Amelio Pulli - basso (1993 - presente)
- Glen Sobel - batteria (2000 - presente)

### Ex componenti
- Curtis Skelton - voce (2003 - 2007)
- Graham Bonnet - voce (1988, 2002)
- Mark Weisz - voce (1989 - 1990)
- Chuck Wright - basso (1988 - 1992)
- Dave Spitz - basso
- Phil Wolfe - tastiere (1988)
- Edward Harris Roth - tastiere (1996 - 2002)
- Loni Silva - batteria (1987)
- Pat Torpey - batteria (1988)
- Stet Howland - batteria (1988 - 1990)
- Ken Mary - batteria (1992 - 1998)
- Mark Bistany - batteria (1993)

## Discografia

### Album in studio
- 1988 - Stand in Line
- 1992 - Grin and Bear It
- 1994 - Answer to the Master
- 1996 - Screaming Symphony
- 1997 - Eye of the Hurricane
- 2000 - Crunch
- 2002 - System X
- 2004 - Pedal to the Metal
- 2009 - Wicked Maiden
- 2015 - Venom
- 2018 - The Nature of the Beast

### EP
- 1987 - Impellitteri
- 1993 - Victim of the System
- 1997 - Fuel for the Fire